# 董浩
董浩（とう こう、1956年4月—）は、中華人民共和国の司会者、画家。愛称は董浩叔叔、風車王。現職は中国宋慶齡基金会理事、北京国画芸術家協会副会長、全国政協名人書画家協会常務理事。中国美術家協会会員、中国書法家協会会員、中国曲芸家協会会員、中国民間芸術家協会会員。

## 略歴
原籍は河北省唐山市豊潤区で、1956年4月に北京市に生まれた。先祖董衛国は康熙年間の兵部尚書。父の董静山は画家だ。董静山は与陳半丁、秦仲文とともに、京城三公子と呼ばれる。4歳で父と死別。北京師範大学附属小学、北京三中、首都師範大学卒業。5歳から絵を勉強することにして。6歳の時、処女作は『小朋友』掲載された。8歳から15歳、西城体育学校劉宝成の指導、勉強した七年サッカー。
1977年前に小学校で美術教師を務めていて。1999年 - 2000年は、北京人民広播電台の司会を務めた。北京広播学院（現在の中国伝媒大学）の教師を兼任する。1980年代初期に中国中央電視台に加入する。1995年 - 2016年は、中国中央電視台『大風車』の司会を務めた。2016年1月7日を退職。

## 家族
1983年4月10日には商人の張薇と結婚。1985年には長女の董笑笑を出産。

## テレビ番組
- 『大風車』

## 映画
| 作品名                             | 吹き替え       | 注    |
| ---------------------------------- | -------------- | ----- |
| 『ミッキーマウスとドナルドダック』 | ミッキーマウス | [ 8 ] |
| 『鉄腕アトム』                     | 茶水博士       | [ 9 ] |
| 『ドラえもん』                     | ドラえもん     |       |
| 『動物狂歡節』                     | 風怪           |       |
| 『福娃』                           | 赑屃           |       |
| 『魔幻仙蹤』                       | 默默           |       |
| 『快楽奔跑』                       | 多多の父       |       |
| 『新大頭児子と小頭爸爸』           | 小頭爸爸       |       |

## 著書
- 『有画浩説』海天出版社、2012年9月1日。ISBN 9787550704572。
- 『董浩：不吐不快』人民教育出版社、北京市、2014年7月1日。ISBN 9787107218576。

## 受賞
2006年、中国中央電視台十大優秀播音員と司会の一。
2009年、金話筒賞。